# Journée internationale de commémoration des personnes victimes de violence en raison de leur religion ou de leurs convictions
 (octobre 2019).
La journée mondiale de commémoration des personnes victimes de violence en raison de leur religion ou de leurs convictions a été mise en place par l’ONU en 2019 et est célébrée le 22 août.
Cette journée a pour but de montrer au monde entier l’existence des persécutions religieuses. 